# وشی، سنگلی
وشی، سنگلی (به انگلیسی: Vashi, Sangli) یک روستا در هند است که در مهاراشترا واقع شده‌است.

## خصوصیات
وشی ۳٬۴۸۹ نفر جمعیت دارد.